# Neoeuscelus badius
Neoeuscelus badius es una especie de coleóptero de la familia Attelabidae.

## Distribución geográfica
Habita en Brasil.